# Каменное (озеро, Дедовичский район)
Каменное или Съезд — озеро на юго-западе Пожеревицкой волости Дедовичского района на границе с Порховским районом Псковской области. Расположено на Судомской возвышенности.
Площадь — 1,2 км² (124,3 га, с 2 островами (1,1 га) — 125,4 га). Максимальная глубина — 13,0 м, средняя глубина — 5,5 м.
Слабопроточное . Относится к бассейну реки Судома, притока Шелони.
На северном побережье озера расположено урочище (бывшая деревня) Съезд. В 4 км к северу расположена деревня Жедрицы, в 6 км к юго-востоку — деревня Навережье.
Тип озера плотвично-окуневый с лещом. Массовые виды рыб: щука, плотва, окунь, карась, ерш, линь, лещ, красноперка, налим, густера, снеток, пескарь, вьюн, бычок-подкаменщик, щиповка, голец; раки (среднепродуктивное).
Для озера характерны: крутые берега, лес, луга; дно в центре — ил, в литорали — песок, камни, заиленный песок, коряги, каменисто-песчаные нальи; есть донные ключи.